# Heinia
Heinia is een geslacht van kreeftachtigen uit de klasse van de Ostracoda (mosselkreeftjes).

## Soorten
- Heinia indentata (Poag, 1972) Herrig, 1993 †
- Heinia semistriata